# 彭萬里 (萬曆舉人)
彭萬里（16世紀—17世紀），字惟翼，號起溟，湖廣承天府沔陽州景陵縣人，明朝政治人物。

## 生平
彭萬里是萬曆十年（1582年）壬午科湖廣鄉試第七十九名舉人，授興國州學正，陞合江知縣，擅長昭雪疑獄，當時播州土司叛亂，朝廷調動兵馬到當地，朝廷以他能協調士兵改任鄉寧知縣，流寇恐懼不敢入境，在鄉寧亦有惠政，人民為他建立生祠碑，陞漢中同知，以廉能著稱，在任內去世。

## 引用
1. 1 2  道光《天門縣志·卷二十三·宦蹟傳》：彭萬里，字惟翼，號起溟，萬厯壬午舉人，授合江知縣，時播州酋甫靖、客師調集，以能輯驕兵，補鄉寧縣，昭雪疑獄，陞漢中府同知，以廉著，卒於任。
2. ↑  光緒《興國州志·卷十二·秩官》：學正……萬厯……彭萬里
3. ↑  民國《鄉寧縣志·卷九·名宦錄》：彭萬里，景陵人，有惠政，邑為立生祠碑。
4. ↑  嘉慶《合江縣志·卷三十七·政績志》：彭萬里 字惟翼，湖北天門縣人，以孝廉授合江令，善雪疑獄，時播酋甫靖、客師調集，以能集驕兵，調補鄉寧，回賊懼不入境，陞漢中同知，卒於任。